# Hildebrand (motorfiets)
Hildebrand is een historisch merk van motorfietsen.
De Duitse gebroeders Heinrich en Wilhelm Hildebrand bouwden in 1889 een of meer stoommotorfietsen. Commercieel was de machine geen succes, maar de broers waren vastbesloten de mechanisch aangedreven tweewieler tot een succes te maken. Dat lukte ze enkele jaren later toen ze (in 1894) samen met Alois Wolfmüller de eerste in serie geproduceerde motorfietsen maakten onder de naam Hildebrand & Wolfmüller. Hiervoor werd het frame van de oude stoommotorfiets als voorbeeld genomen, maar wel een benzinemotor gebruikt. Voor de Hildebrand & Wolfmüller patenteerden ze de naam "Motorrad", zodat dit eigenlijk de allereerste motorfiets was.
Men vermoedt dat de Dalifol, die in 1986 na de Emancipation run achterbleef in een depot in Newhaven eigenlijk het stoom-prototype van Hildebrand is.